# Picumna mexicana
Picumna mexicana är en insektsart som beskrevs av Stsl 1864. Picumna mexicana ingår i släktet Picumna och familjen sköldstritar. Inga underarter finns listade i Catalogue of Life.